# 알코노스트

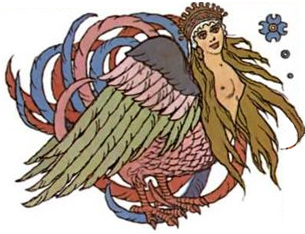
이반 빌리빈의 《알코노스트》

알코노스트(Alkonost)는 러시아 설화에 나오는 새의 몸에 아름다운 여성의 머리를 한 생물을 말한다. 놀랄만큼 아름다운 소리를 내는데, 이 소리를 들은 자는 알고 있던 것과 원하는 모든 것을 영원히 잊게 된다고 하며, 이것은 그리스 신화의 세이렌과 유사한 특징이다. 알코노스트는 해변에 알을 낳고 바다로 굴린다. 알코노스트의 알이 부화할 때는 뇌우가 치게 되고, 풍랑이 심해지는 현상이 일어나 항해할 수 없게 된다. 알코노스트의 이름은 그리스의 반신반인 알키오네에서 유래한 것이다. 그리스 신화에서 알키오네는 신들에 의해 새로 변한다.

## 같이 보기
- 가마윤
- 세이렌